# Posuđenice u ruskom jeziku
Posuđivanje stranih riječi - jedan od načina razvoja suvremenog jezika. Jezik uvijek brzo i prilagodljivo reagira na potrebe društva. Posuđenice su rezultat kontakata, uzajamnih odnosa naroda, država.
Osnovni je uzrok posuđivanja strane leksike odsutnost odgovarajućeg pojma u kognitivnoj bazi jezika-receptora.
Drugi su uzroci: potreba da se pomoću posuđene riječi izraze mnogoznačni ruski pojmovi, popune izražajna sredstva jezika, itd.
Prema karakteru i opsegu posuđivanja u ruskom jeziku mogu se pronaći putovi povijesnog razvoja jezika, tj. putovi međunarodnih putovanja, veza i znanstvenog razvoja te, kao rezultat, križanje ruske leksike i frazeologije s drugim jezicima. Proučavanje prijelaza riječi i fraza iz nekog stranog jezika u ruski jezik pomaže da se shvati povijest ruskog jezika, kako književnog, tako i dijalekata.

## Posuđenice i strane riječi
Potrebno je razlikovati posuđenice i strane riječi.
Posuđenice (riječi, rjeđe sintaktičke i frazeološke konstrukcije) prilagođavaju se u ruskom jeziku, prolaze kroz neophodnu semantičku i fonetsku promjenu. Prilagodba je osnovno obilježje ruskog jezika koje razlikuje posuđenice od stranih riječi. Strane riječi čuvaju ostatke svog podrijetla iz drugog jezika. Takvi ostaci mogu biti fonetske, ortografske, gramatičke i semantičke osobitosti.
U povijesti jezika smjenjivala su se razdoblja posuđivanja riječi:
- iz germanskih jezika i latinskog jezika (praslavensko razdoblje);
- iz ugrofinskih jezika (razdoblje slavenske kolonizacije Sjeverne i Sjeverno-istočne Rusi);
- iz grčkog, a zatim i staro-, crkvenoslavenskog jezika (epoha pokrštavanja, daljnji knjižni utjecaj);
- iz turkijskih jezika (posebno 16. – 17. st. zahvaljujući utjecaju Osmanskog carstva);
- iz poljskog jezika (16. – 18. stoljeća);
- iz nizozemskog (18. st.), njemačkog i francuskog (18. – 19. st.) jezika;
- iz engleskog jezika (20. st. - početak 21. st.).

## Povijest posuđenica

### Posuđenice u staroruskom jeziku
Mnoge strane riječi, koje je preuzeo ruski jezik u dalekoj prošlosti, toliko su prihvaćene da im se podrijetlo može otkriti tek pomoću etimološke analize. Takve su, npr., neke posuđenice iz turkijskih jezika; one su prodirale u ruski jezik otkad se Kijevska Rus' nalazila u susjedstvu s takvim turkijskim plemenima kao što su Protobugari, Kumani, Berendeji, Pečenezi i dr. Primjeri staroruskih posuđenica iz otprilike 7. – 12.st. su npr.: боярин, шатёр, богатырь, жемчуг, кумыс, ватага, телега, орда. Vrijedi primijetiti da se povjesničari ruskog jezika često razilaze u mišljenju o podrijetlu tih posuđenica. U nekim jezikoslovnim rječnicima riječ лошадь se prepoznaje kao posuđenica iz turkijskih jezika, a u isto vrijeme neki stručnjaci smatraju tu riječ izvorno ruskom.
Crkvenoslavenski jezik je tijekom otprilike deset stoljeća bio osnova religioznih i kulturnih veza pravoslavnih Slavena, no bio je dosta udaljen od svakodnevice. Sam po sebi crkvenoslavenski jezik je bio blizak, ali se nije podudarao ni u leksici ni u gramatici s nacionalnim slavenskim jezicima. Međutim, njegov je utjecaj na ruski jezik bio golem, a kako je kršćanstvo postajalo sve uobičajenijom pojavom, neodvojivim dijelom ruske stvarnosti, puno je riječi iz crkvenoslavenskog počelo gubiti svoju pojmovnu različitost (nazivi kalendarskih mjeseca - январь, февраль, itd., ересь, идол, священикъ i dr.).
Zamjetni trag (neki smatraju, da je najveći) ostavili su grecizmi koji su ušli u staroruski jezik uglavnom posredstvom staroslavenskog u svezi s procesom završetka pokrštavanja slavenskih država. Aktivnu ulogu u tom procesu je imao Bizant. Započinje stvaranje staroruskog (istočnoslavenskog) jezika. Grecizmi razdoblja 10. – 17.st. su riječi s područja religije: анафема, ангел, епископ, демон, икона, монах, монастырь, лампада, пономарь; znanstveni termini: математика, философия, история, грамматика; svakidašnji termini: известь, сахар, скамья, тетрадь, фонарь; nazivi biljaka i životinja: буйвол, фасоль, свекла i dr. Kasnije posuđenice se odnose ponajviše na područje umjetnosti i znanosti: хорей, комедия, мантия, стих, логика, аналогия i dr. Mnoge grčke riječi, koje su dobile status internacionalnih, došle su u ruski jezik iz zapadnoeuropskih jezika.
U 17. stoljeću pojavili su se prijevodi s latinskog jezika na crkvenoslavenski, uključujući tzv. Gennadijevsku Bibliju ↓b1. Od tog trenutka počinje prodor latinskih riječi u ruski jezik. Neke od tih posuđenica još uvijek postoje u ruskom jeziku (библия, доктор, медицина, лилия, роза i dr.).

### Posuđenice za vrijeme Petra I.
Vrijeme vladavine Petra I. karakterizira bujica posuđene strane leksike.
Reformacijska djelatnost Petra I. postala je preduvjet za reformu književnog ruskog jezika. Crkvenoslavenski jezik nije odgovarao stvarnosti novog svjetskog društva. Ogroman utjecaj na jezik tog vremena izvršio je prodor cijelog niza stranih riječi, većinom vojnih i zanatskih termina, naziva nekih predmeta iz svakodnevne uporabe, novih pojmova u znanosti i tehnici, pomorstvu, administraciji, umjetnosti, itd. Npr.: алгебра, «амуниция», «ассамблея», оптика, глобус, апоплексия, лак, компас, крейсер, порт, корпус, армия, «капитан», «генерал», дезертир, кавалерия, контора, акт, аренда, тариф i mnoge druge.
Nizozemske riječi su se pojavile u ruskom jeziku pretežno u Petrovo vrijeme u svezi s razvojem moreplovstva. Npr. балласт, буер, ватерпас, верфь, гавань, дрейф, лавировать, лоцман, матрос, рея, руль, флаг, флот, штурман, itd.
Iz engleskog su jezika u to vrijeme bili posuđeni termini s područja pomorstva: баржа, бот, бриг, вельбот, мичман, шхуна, катер i dr.
Iz njemačkog su jezika došli: "фляжка" (njem. Flasche), "залп" (njem. Salve).
Poznato je, međutim, da je sam Petar imao negativan stav prema prevlasti stranih riječi, te je zahtijevao od svojih suvremenika da pišu "što razumljivije", ne zlorabeći riječi koje nisu ruske. Tako je, npr., u svojoj poslanici veleposlaniku Rudakovskom Petar pisao:
"U svojim izvještajima koristiš jako puno poljskih i drugih stranih riječi i termina, zbog čega je sam predmet teško razumjeti: zbog toga ubuduće svoje izvještaje piši na ruskom jeziku, ne koristeći strane riječi i termine."

### Posuđenice 18. – 19. st.
Veliki doprinos proučavanju i uređivanju stranih posuđenica dao je M.V. Lomonosov, koji je u svojem radu "Hrestomatija povijesti ruskog jezikoslovlja" (rus. "Hrestomatija po istorii ruskogo jazykoznanija") izložio svoja proučavanja grčkih riječi u ruskom jeziku općenito i na području tvorbe znanstvenih termina.
"... Izbjegavajući strane posuđenice, Lomonosov je istovremeno težio da pridonosi zbližavanju ruske znanosti sa zapadnoeuropskom, koristeći, s jedne strane, internacionalnu znanstvenu terminologiju, sastavljenu većinom iz grčko-latinskih korijena, a s druge strane, stvarajući nove ruske termine ili drugačije tumačeći već postojeće riječi."
Lomonosov je smatrao da je ruski jezik izgubio postojanost i jezičnu normu zbog "zagađenja" živog razgovornog jezika posuđenicama iz različitih jezika. To je potaklo Lomonosova da napiše "Predgovor o koristi crkvenih knjiga na ruskome jeziku" ("Predislovie o pol'ze knig verkovnyh v rossijskom jazyke"), u kojem mu uspijeva postaviti temelje ruskog jezika koji odgovara vremenu.
Aktivne političke i društvene veze s Francuskom 18. – 19. stoljeća pridonose prodoru velikog broja posuđenica iz francuskog jezika u ruski jezik. Francuski jezik postaje službeni jezik dvorsko-aristokratskih krugova, jezik svjetskih dvorskih salona. To su posuđenice za nazive predmeta iz svakodnevne uporabe, odjeće, prehrambenih proizvoda: бюро, будуар, витраж, кушетка; ботинок, вуаль, гардероб, жилет, пальто, кашне, кастрюля, махорка, бульон, винегрет, желе, мармелад; riječi s područja umjetnosti: актер, антрепренер, афиша, балет, жонглер, режиссёр; vojni termini: батальон, гарнизон, пистолет, эскадра; društveno-politički termini: буржуа, деклассированный, деморализация, департамент, i dr.
Talijanske i španjolske posuđenice povezane su većinom s područjem umjetnosti: ария, аллегро, браво, виолончель, новелла, пианино, речитатив, тенор ili гитара, мантилья, кастаньеты, серенада, a također sa svakodnevnim pojmovima: валюта, вилла; вермишель, макароны.
Krajem 18. stoljeća proces europeizacije ruskog jezika, koji se vršio većinom posredstvom francuske kulture književne riječi, dosegnuo je visok stupanj razvoja. Staroknjižnu jezičnu kulturu je istiskivala suvremena europska. Ruski književni jezik, ne napuštajući rodnu grudu, svjesno se koristi posuđenicama iz crkvenoslavenskog jezika i zapadnoeuropskih jezika.

### Posuđenice 20. – 21.st.
Ruski jezikoslovac L.P. Krisin u svom radu "O ruskom jeziku naših dana" analizira bujicu strane leksike na prijelazu iz 20.-og u 21. stoljeće. Po njegovom mišljenju, raspad Sovjetskog Saveza, aktivacija poslovnih, znanstvenih, trgovačkih, kulturnih veza, procvat inozemnog turizma, sve je to izazvalo intenzifikaciju komunikacije s govornicima stranih jezika. Na taj su se način u profesionalnom, a zatim i u drugim područjima, pojavili termini koji se odnose na kompjutersku tehniku (npr. компьютер, дисплей, файл, интерфейс, принтер i dr.); ekonomski i financijski termini (например, бартер, брокер, ваучер, дилер i dr.); nazivi vrsta športa (виндсерфинг, скейтборд, армрестлинг, кикбоксинг); u manje specijaliziranim područjima ljudske djelatnosti (имидж, презентация, номинация, спонсор, видео, шоу).
Mnoge od tih riječi već su se u potpunosti asimilirale u ruskom jeziku.

## Tvorba riječi pomoću posuđenica
Osim posuđivanja strane leksike, ruski jezik je aktivno posuđivao neke strane elemente za tvorbu riječi radi stvaranja u biti ruskih riječi. Posebno vrijedi spomenuti:
- prefikse а-, анти-, архи-, пан- i druge iz grčkog jezika (аполитичный, антимиры, архиплуты, панславизм); де-, контр-, транс-, ультра- iz latinskog (дегероизация, контрнаступление, трансобластной, ультраправый);
- sufikse: -изм, -шт, -изиров-а (ть), -ер iz zapadnoeuropskih jezika: коллективизм, очеркист, военизировать, ухажер.

Pritom se ti elementi često koriste u ruskom jeziku zajedno s modelom za tvorbu riječi koji je svojstven stranim riječima ili elementima tog modela (fr. дирижер, стажер i rus. ухажер s francuskim sufiksom). U tome se očituje zakonitost uvođenja stranih posuđenica u ruski jezik i njihovo aktivno izjednačavanje s posuđenim jezikom.
Na taj način strani strukturni elementi postaju samostalni morfemi u ruskom jeziku, drugim riječima, vrši se proces morfemizacije. Naravno, to je dugotrajan, postupan proces koji predviđa niz etapa i stadija stjecanja morfemskih svojstava stranih strukturnih elemenata u ruskom jeziku.

## Citati
- V.A. Žukovski: "Svaka riječ koja dobiva mjesto u leksikonu jezika događaj je u oblasti misli."[15]
- I.S. Turgenjev: "Čuvajte čistoću jezika kao svetinju! Nikada ne koristite strane riječi. Ruski jezik je tako bogat i prilagodljiv da nemamo potrebe uzimati od onih koji su siromašniji od nas."
- Akademik A.A. Šahmatov: "Povijest ruskog književnog jezika je povijest postupnog razvoja ruskog prosvjećenja."[16]

1. ↑b1 Gennadijevska Biblija - crkvenoslavenski prijevod Biblije, priređen u novgorodskom skriptoriju u suradnji s Dmitrijem Gerasimovim, na inicijativu i pod vodstvom arhiepiskopa Gennadija Novgorodskog.